# 护耳冬帽
护耳冬帽（羅馬化：Ushanka）是护耳部分可以从帽顶放下的一种冬季防寒帽，有皮毛和耳罩是其特徵，大量配備于苏军各大兵种，也有諸多民用版本。也称俄羅斯（毛）帽、蘇聯（毛）帽，或音譯為烏香卡。

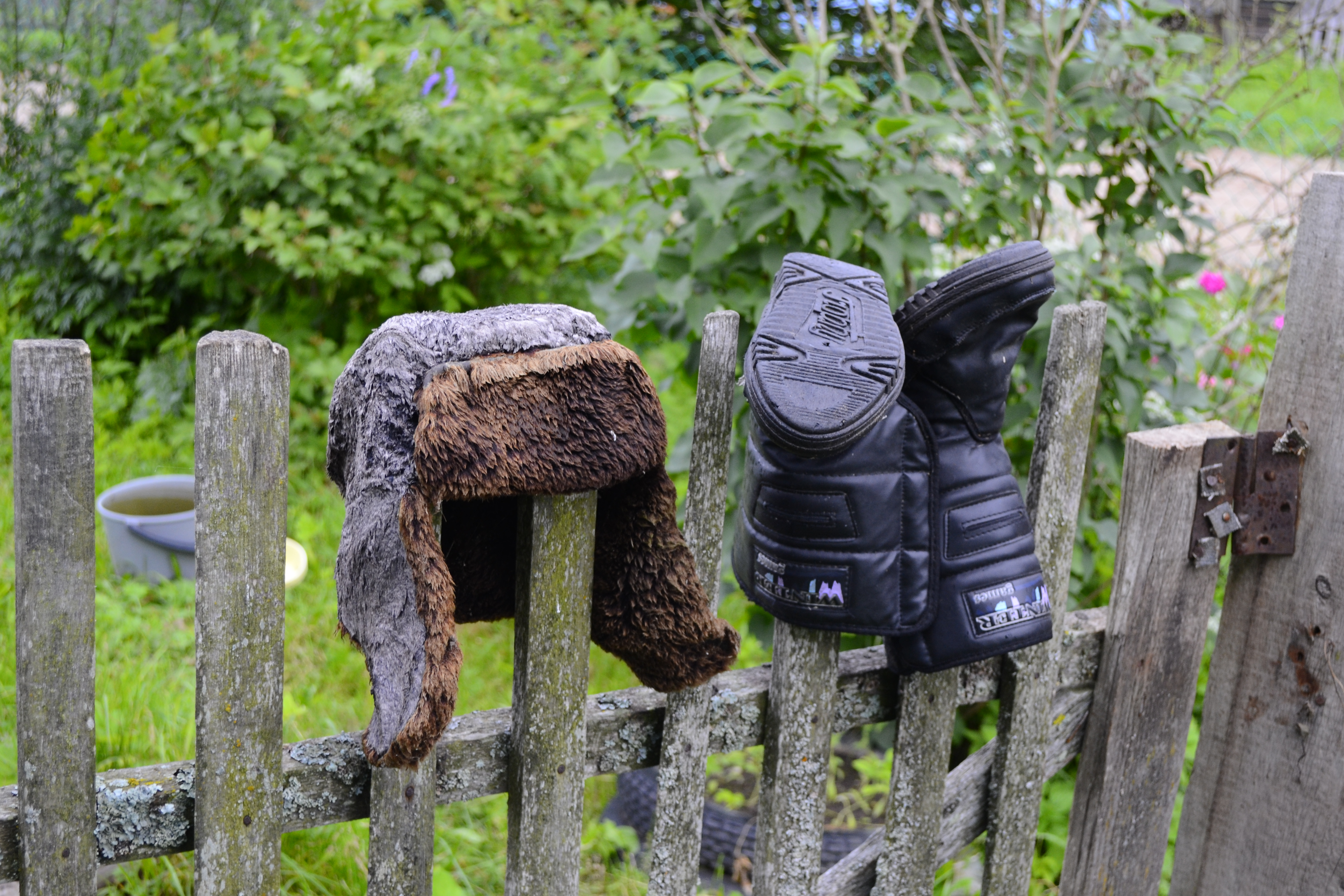

冷战初期，苏联毛帽随着军事援助进入社会主义国家，其中国版本——55式毛帽因为雷锋头戴这种帽子的经典照片而被中国人称之为“雷锋帽”。至今，苏联毛帽的所在国变形版本仍然是中国人民解放军和朝鲜人民军的制式装备。

## 历史
带有毛绒护耳（fur earflap）的冬帽，在俄罗斯、乌克兰、塞尔维亚、斯洛文尼亚、克罗地亚、马其顿、保加利亚、德国有几个世纪的使用历史。
十月革命后的俄国内战，白军与西伯利亚最高统治者高尔察克，1918年广泛使用的这类冬帽称作“高尔察克帽”（kolchakovka）。 1933年，好莱坞男明星W. C. Fields在电影“致命啤酒杯”中就戴着一顶高尔察克帽。高尔察克与白军最终输掉了内战，苏联没有继续采用“高尔察克帽”。苏联红军沿用了内战时期著名的布琼尼帽，为传统历史英雄人物博加特耶尔尖顶头盔造型，毛毡材质，冬季防寒效果不足。
1939年冬季的苏芬战争中，苏军大量指战员因为衣（M35式）帽（布琼尼帽）防寒不足而冻死冻伤。芬兰陆军使用的护耳冬帽“turkislakki M36”具有良好的防寒效果。战后换装的轻微升级的turkislakki M39冬帽，一直被芬兰使用至今。战后，苏联红军也用模仿“turkislakki M36”的护耳冬帽取代了“布琼尼帽”，成为第二次世界大战苏联标准装备。 1941年冬季的莫斯科会战，德军士兵也戴上了苏制的护耳冬帽，因为德军自己的军帽不足以防御严寒。 
随着二战红军的胜利，苏式护耳冬帽成了苏联的文化符号与媒体形象。1974年美国总统杰拉尔德·福特访问苏联，就戴着这样的护耳冬帽，是美国谋求从越南战争体面脱身的缓和政策的象征。
2014年索契冬奥会上，英国代表团头戴苏联毛帽参加了开幕式。

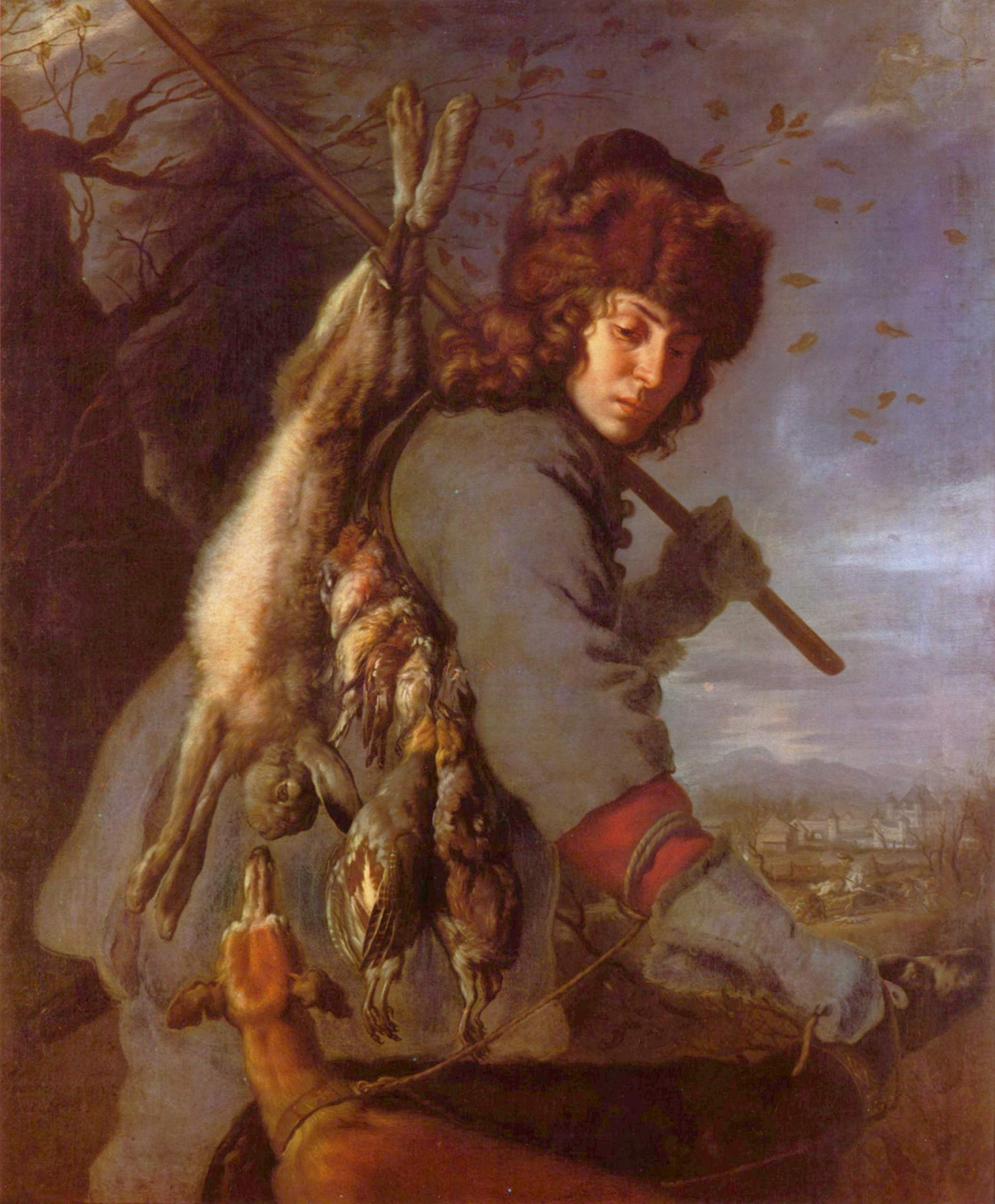
1643年，德国巴洛克画家约阿希姆·冯·桑德拉特（英语：Joachim von Sandrart）的作品：德国农民带着早期形制的护耳冬帽。
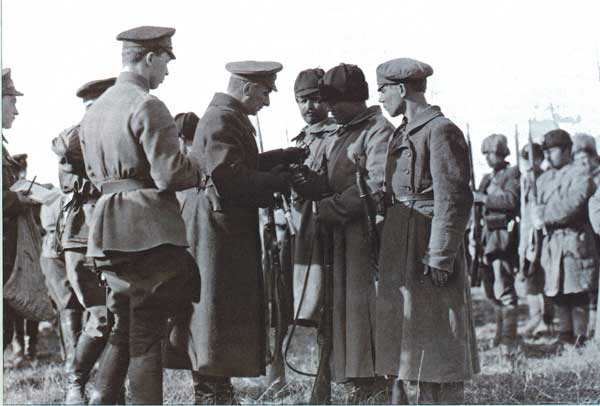
高尔察克给军队授勋，士兵戴着“高尔察克帽”。
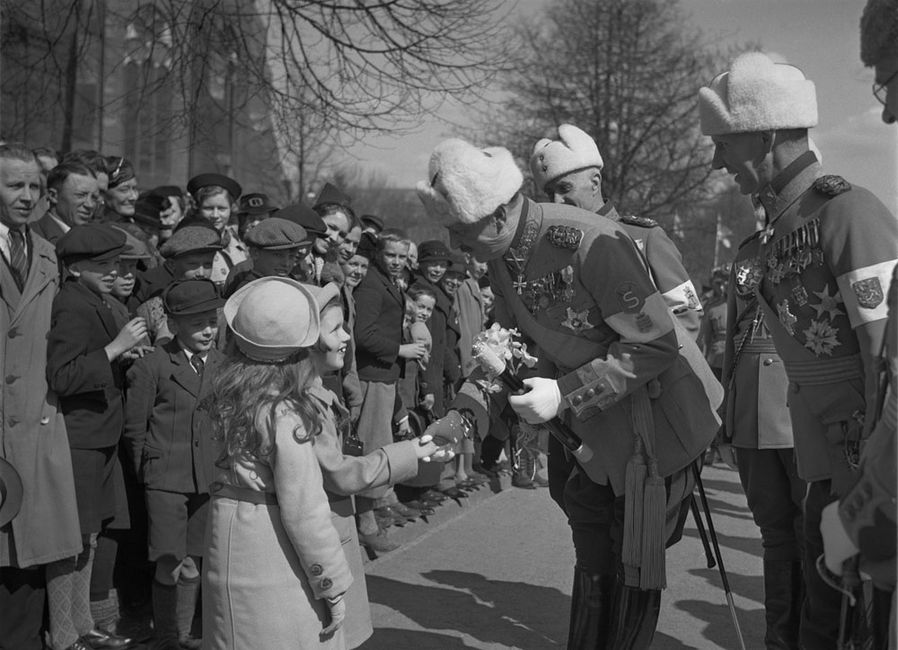
1938年，芬兰军队元帅卡尔·古斯塔夫·埃米尔·曼纳海姆戴着白色的turkislakki 1935护耳冬帽。
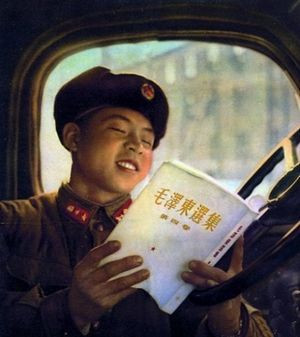
雷锋头戴护耳冬帽阅读《毛泽东选集》，拍摄于20世纪60年代。
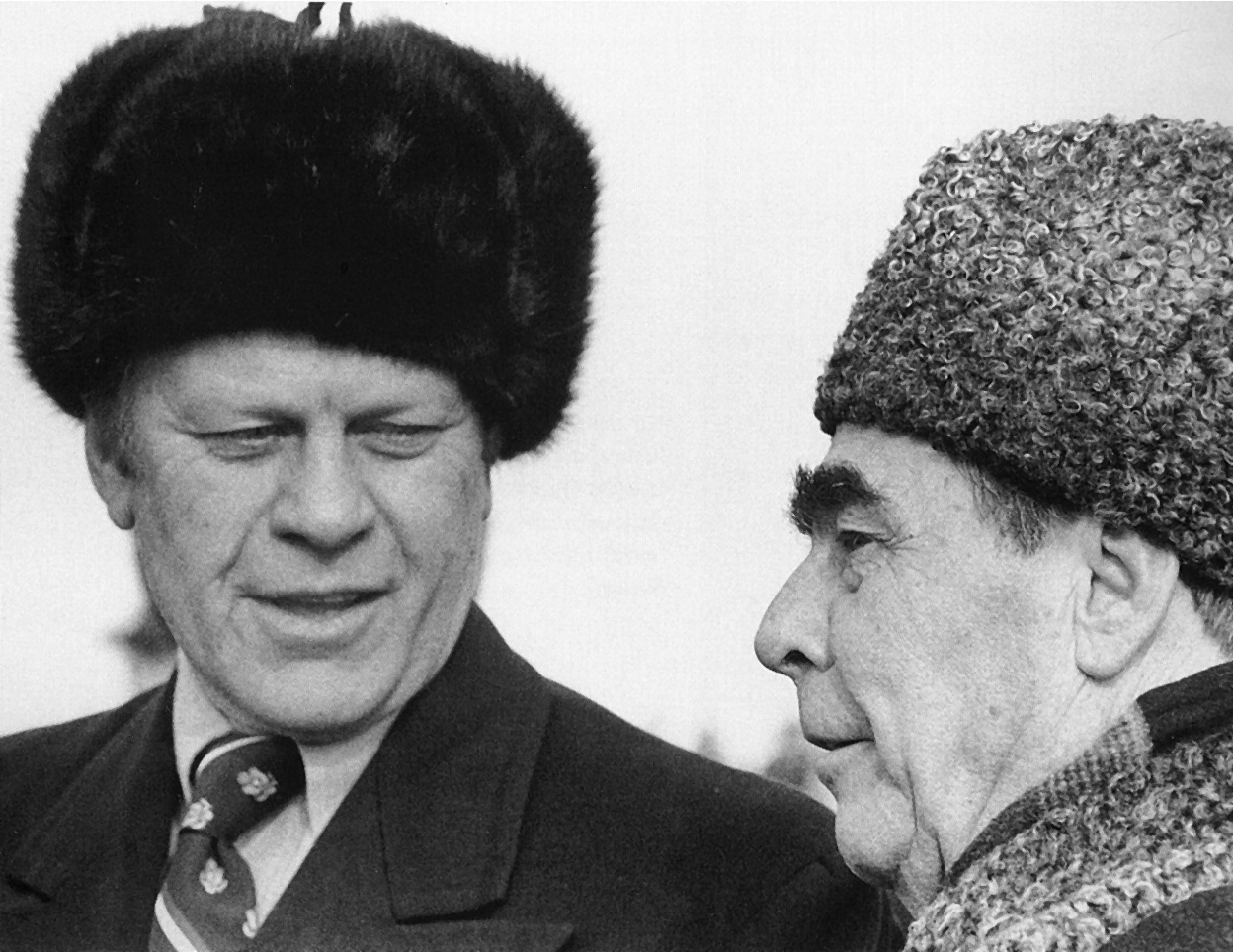
1974年，美国总统杰拉尔德·福特与戴着帕帕克帽的勃列日涅夫在符拉迪沃斯托克的最高领导人会谈。
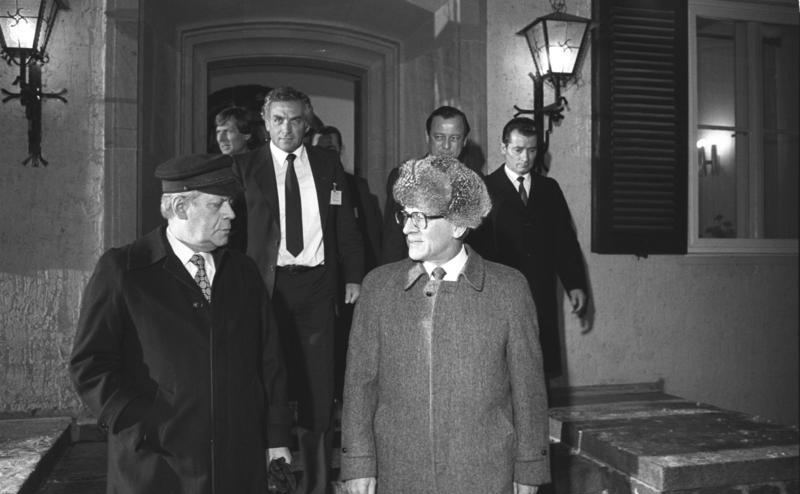
1981年，戴着护耳冬帽的埃里希·昂纳克与赫尔穆特·施密特会谈。

## 当前使用
除了苏联与华沙条约组织成员国军队，护耳冬帽也是加拿大等具有严寒冬季的西方国家军队、警察部队的制式装备。目前使用的有灰色（美国民事警察）、绿色（伪装色）、蓝色（警察、美国邮政）与黑色。
东德使用护耳冬帽。两德统一后，德国警察沿用了这种帽子作为冬季装备。芬兰国防军使用灰色冬帽配M62制服，绿色冬帽配M91与M05冬装。

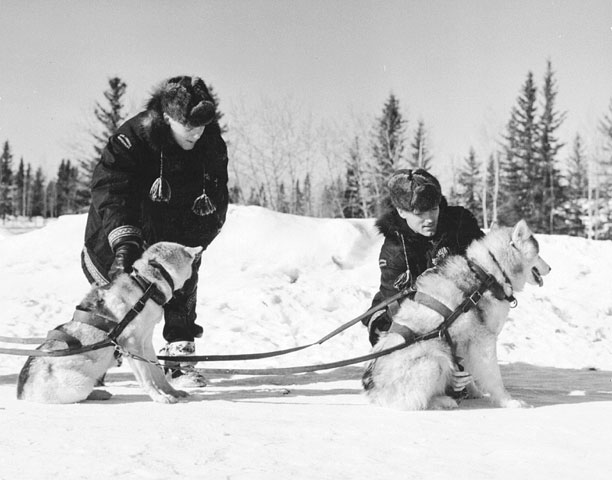
使用狗拉雪橇的加拿大皇家骑警

皇家加拿大騎警使用“regulation hat”，由麝鼠皮制成。 替代了以前的加拿大军用毛皮斜帽。多倫多公車局的冬帽也是这种。
挪威北部流行一种类似的帽子，称为"bjørnefitte" 。

## 圖集

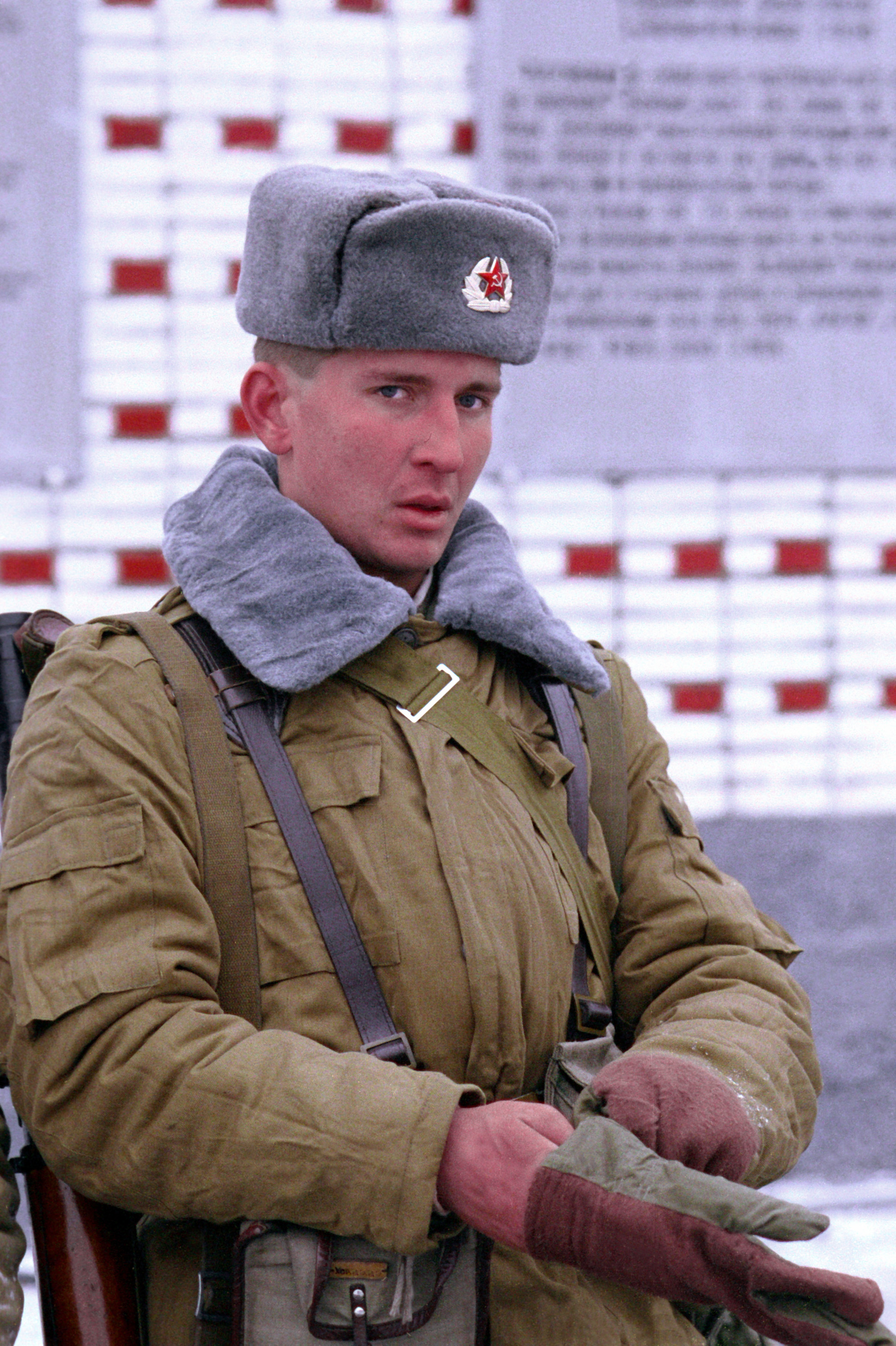
蘇聯軍徽章帽
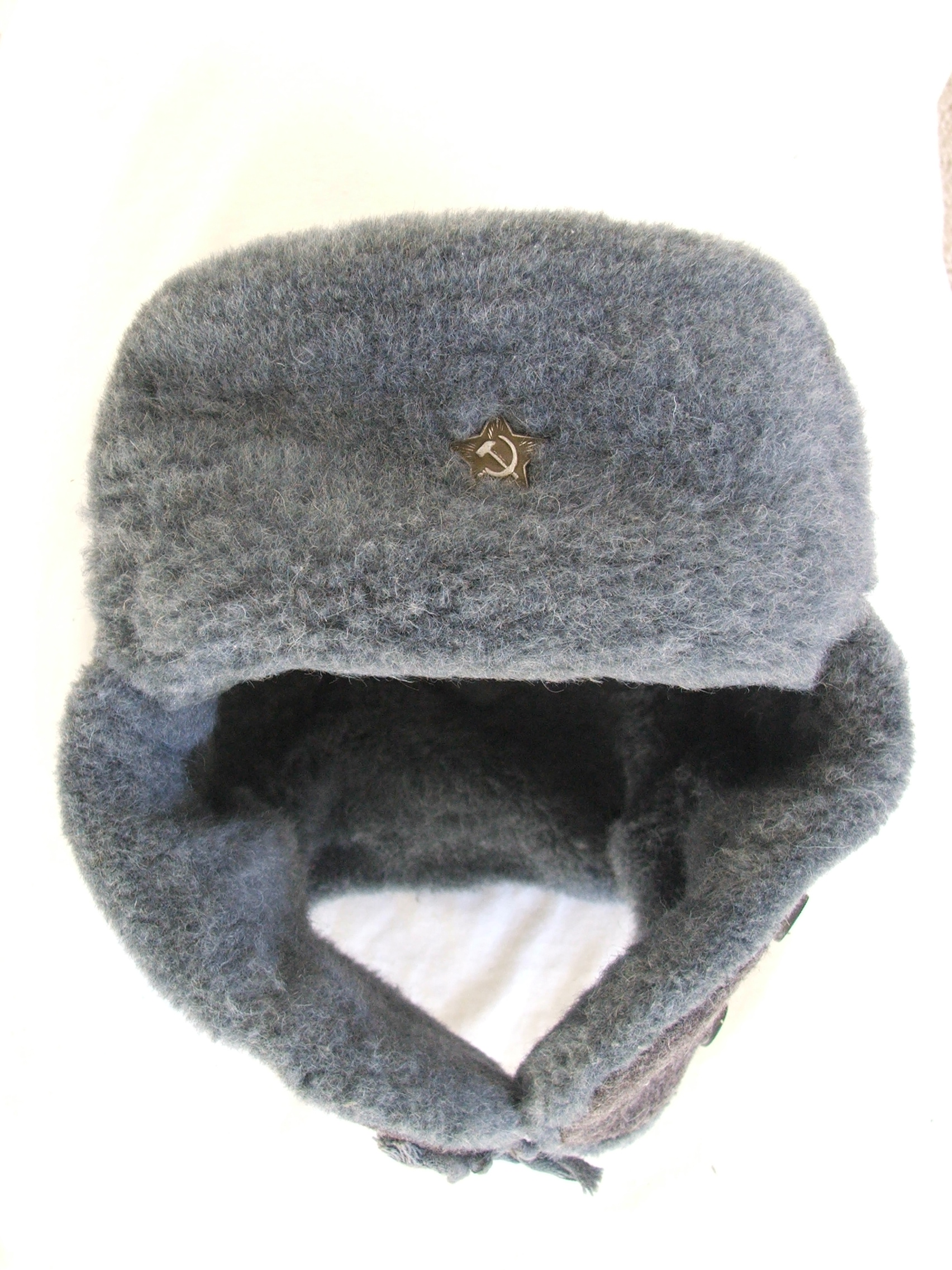
蘇聯軍兵帽
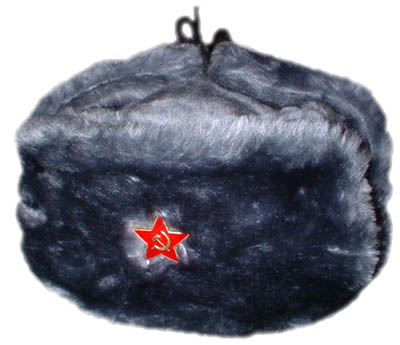
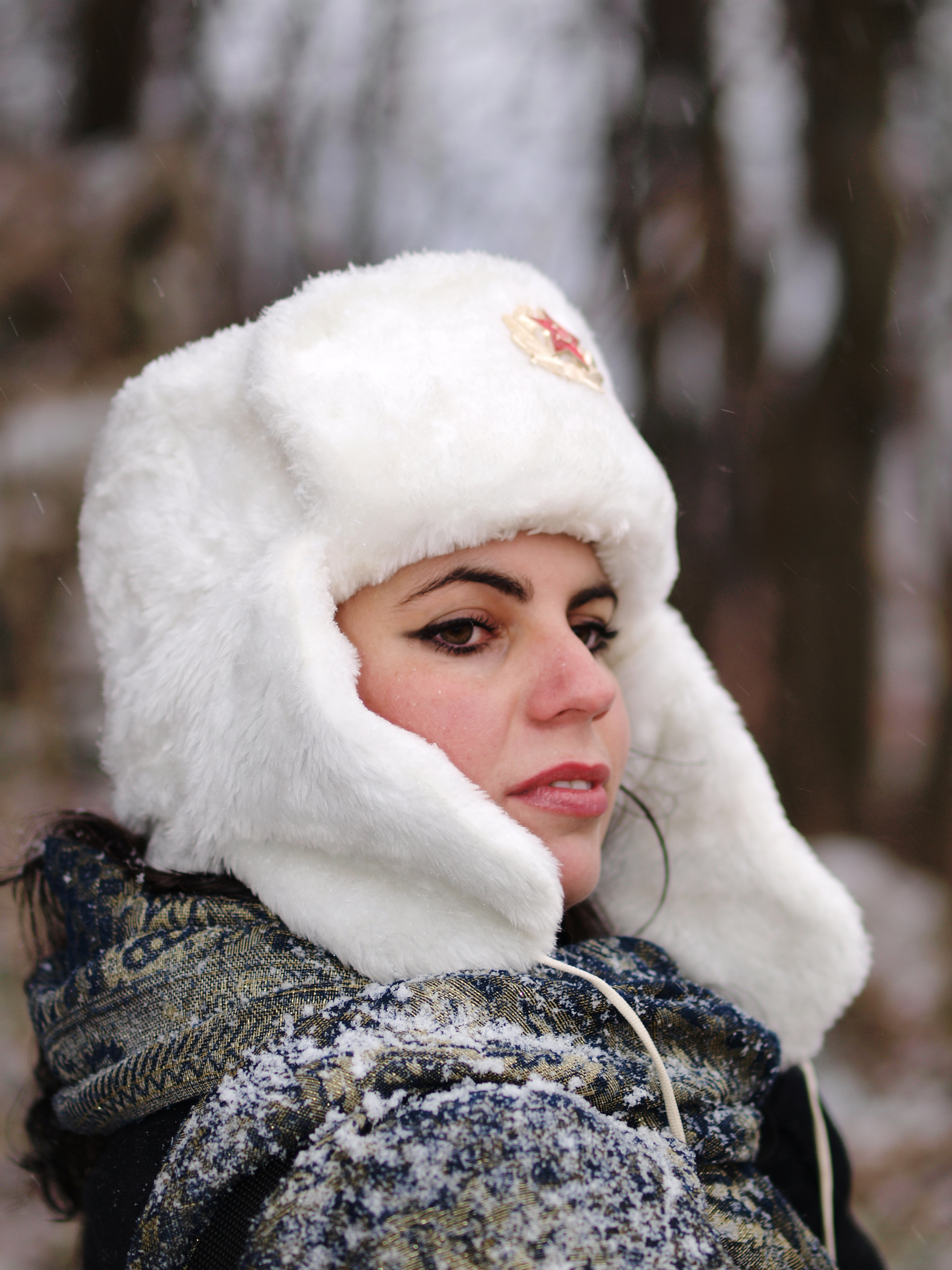
白色女用帽
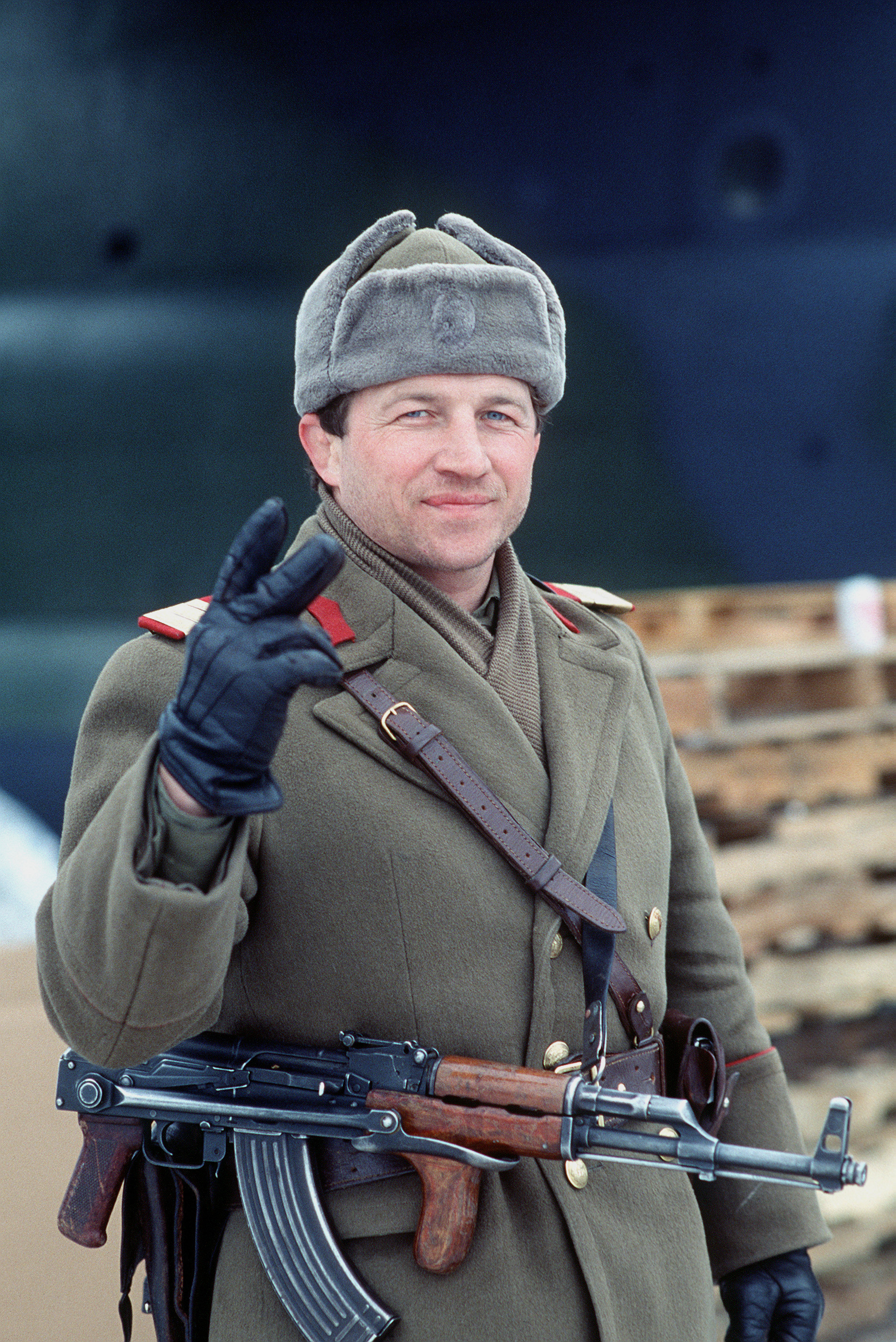
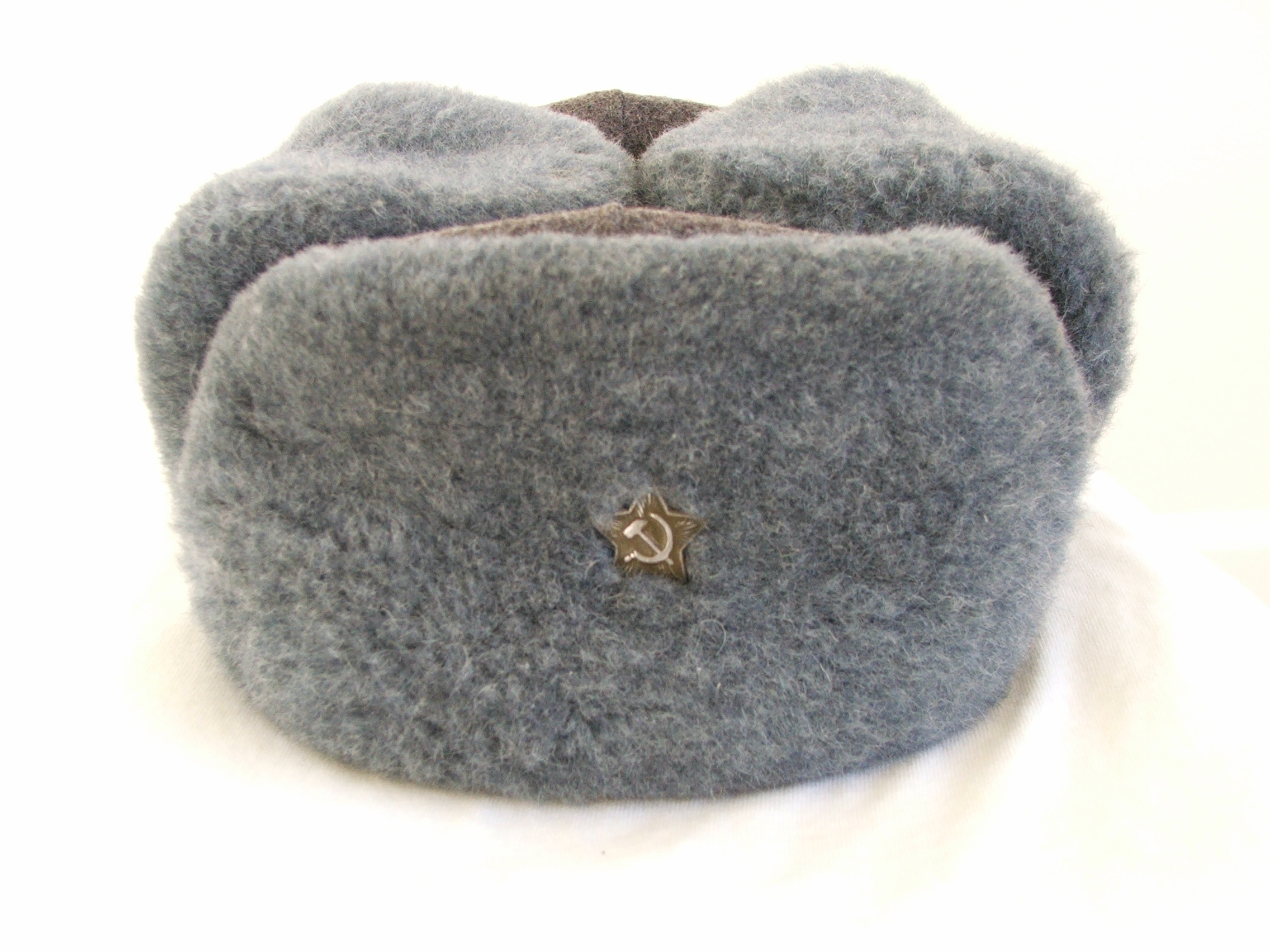
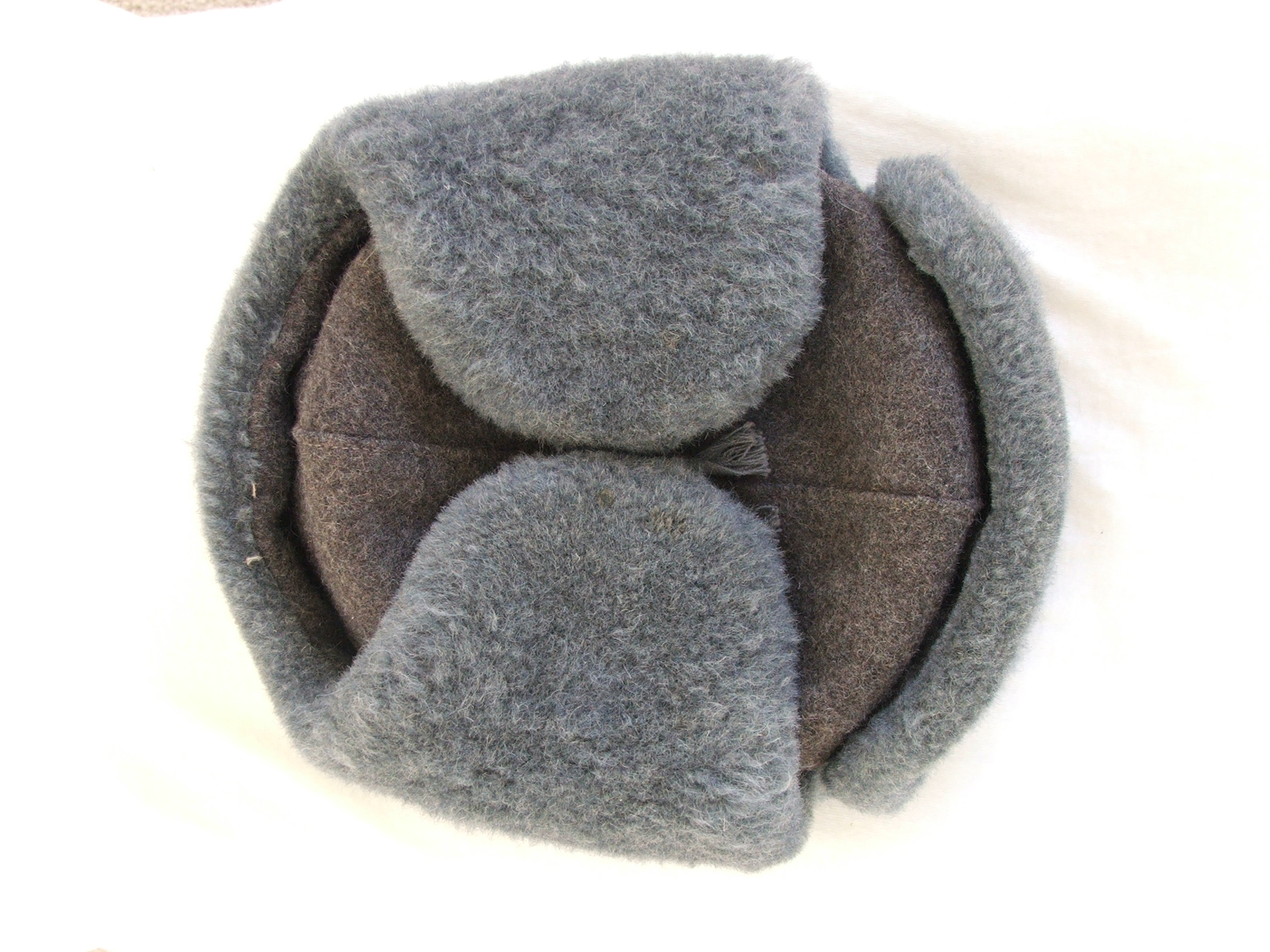
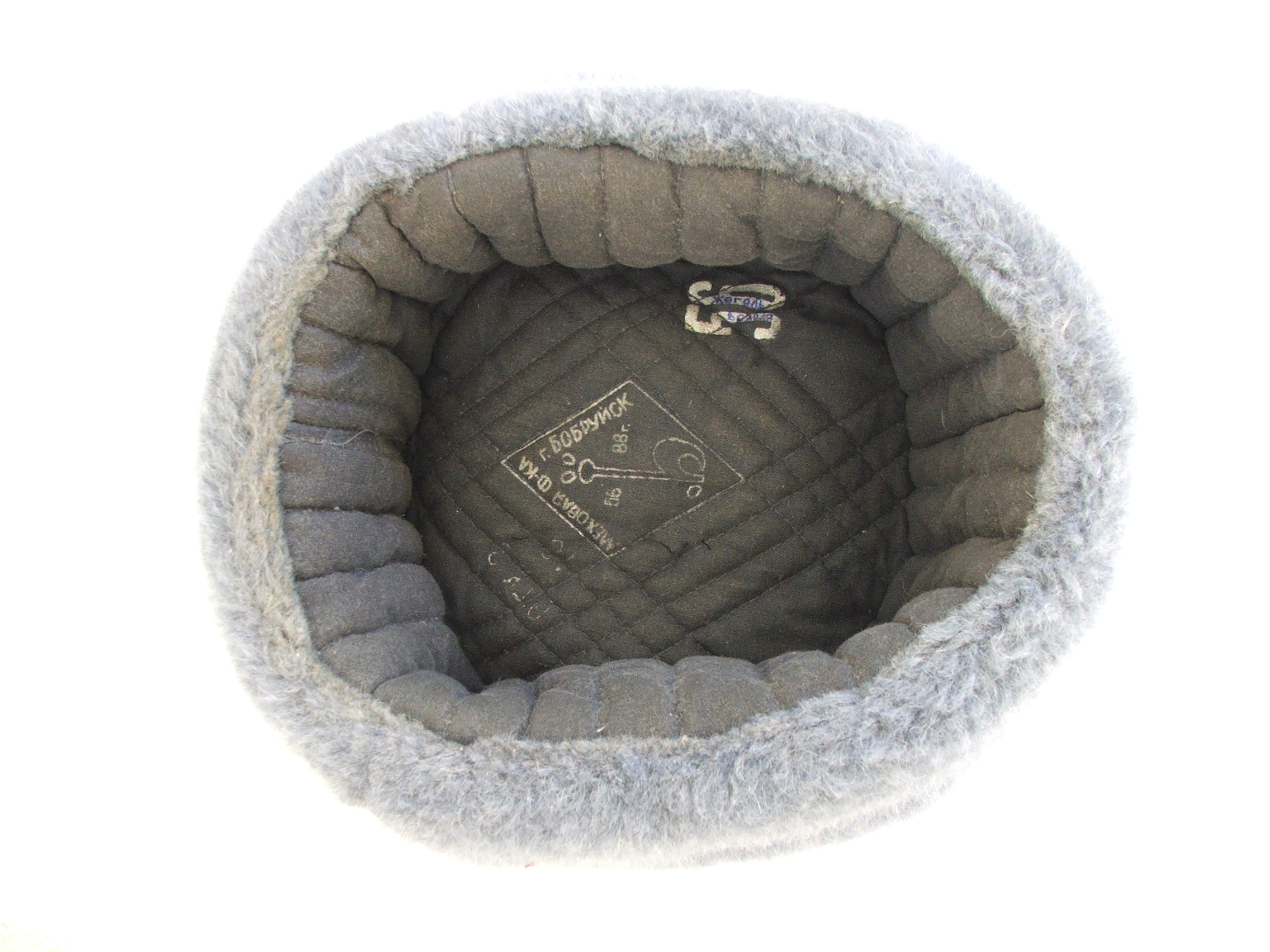
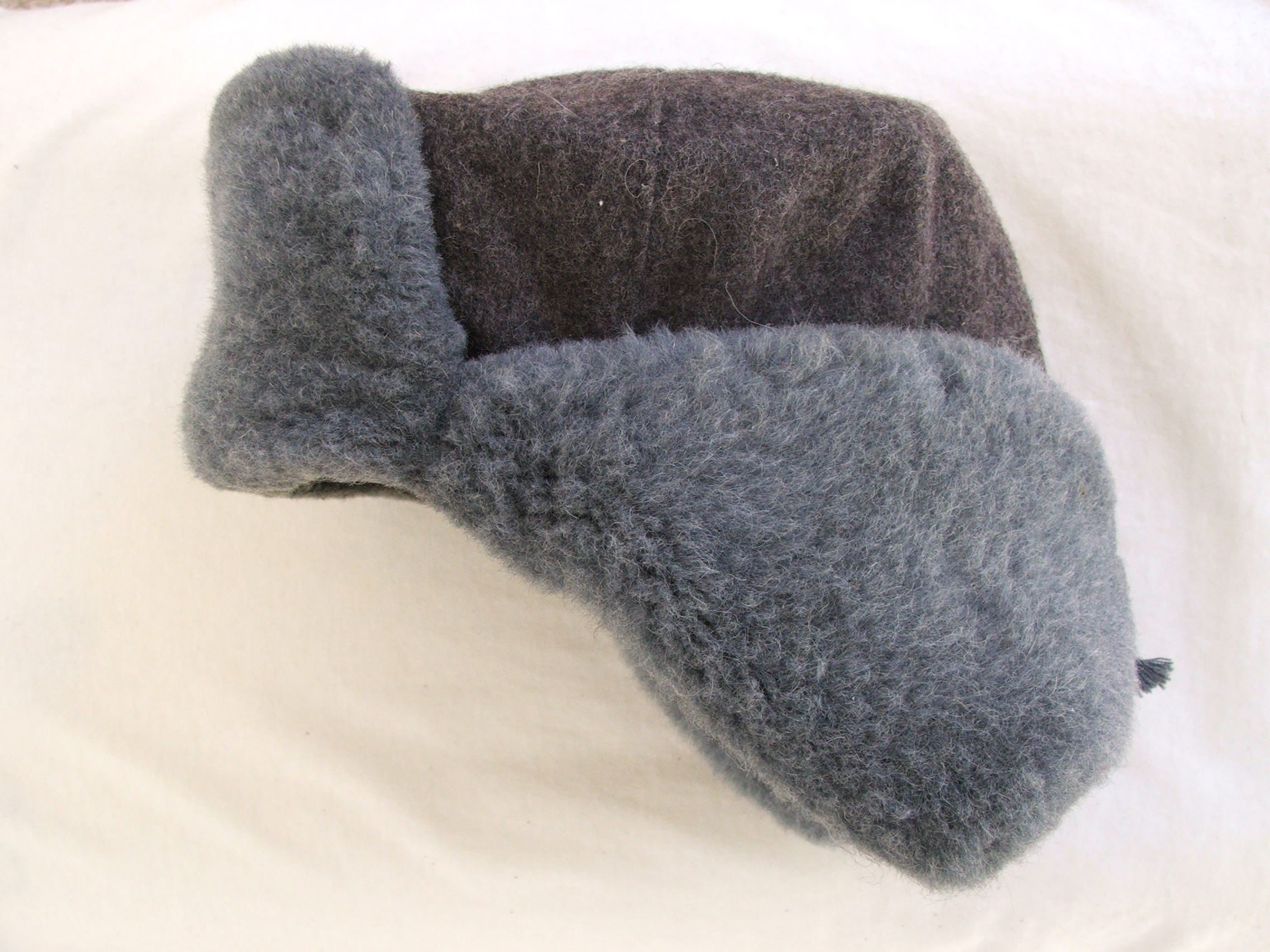
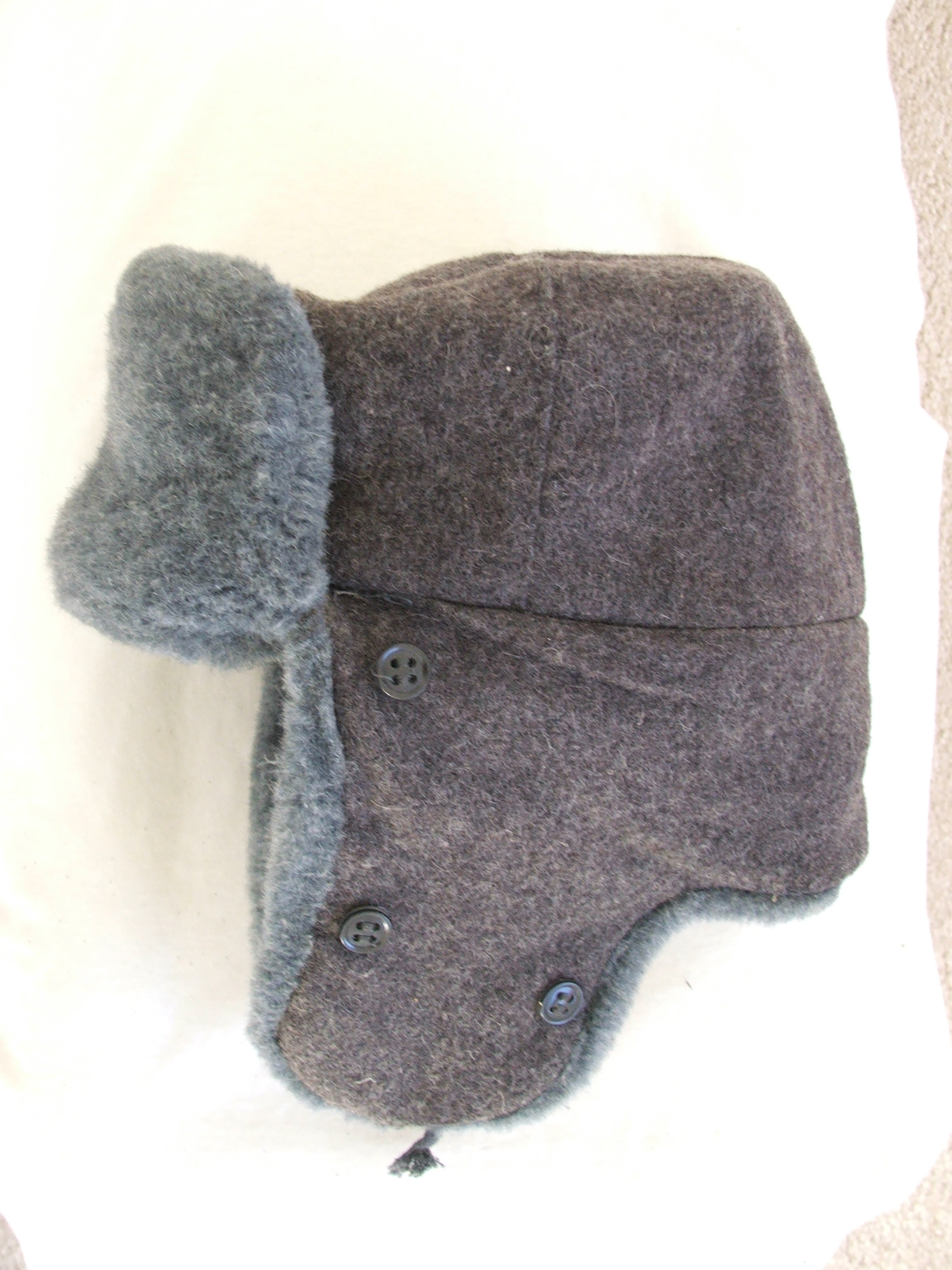
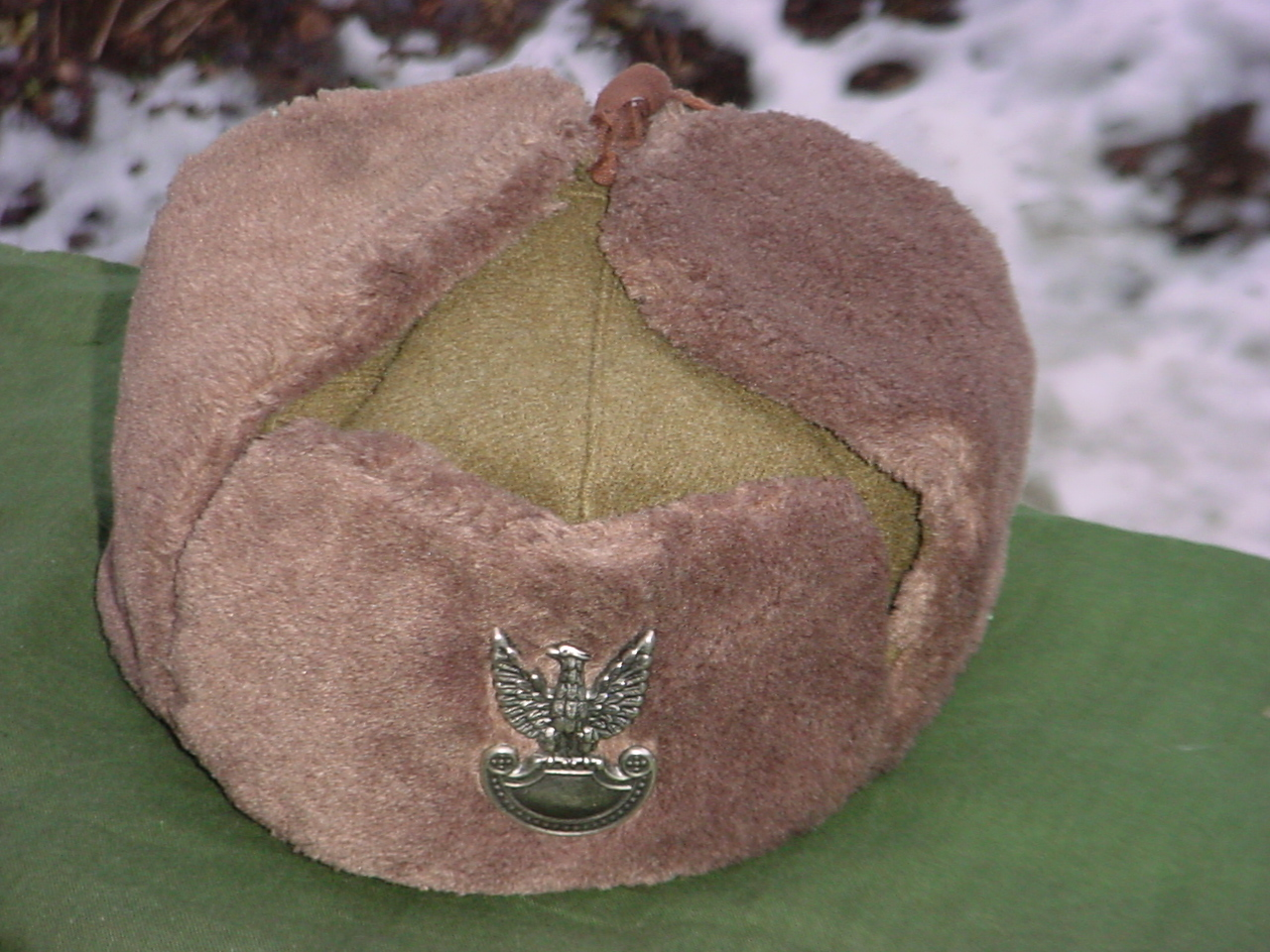
波兰人民军毛帽
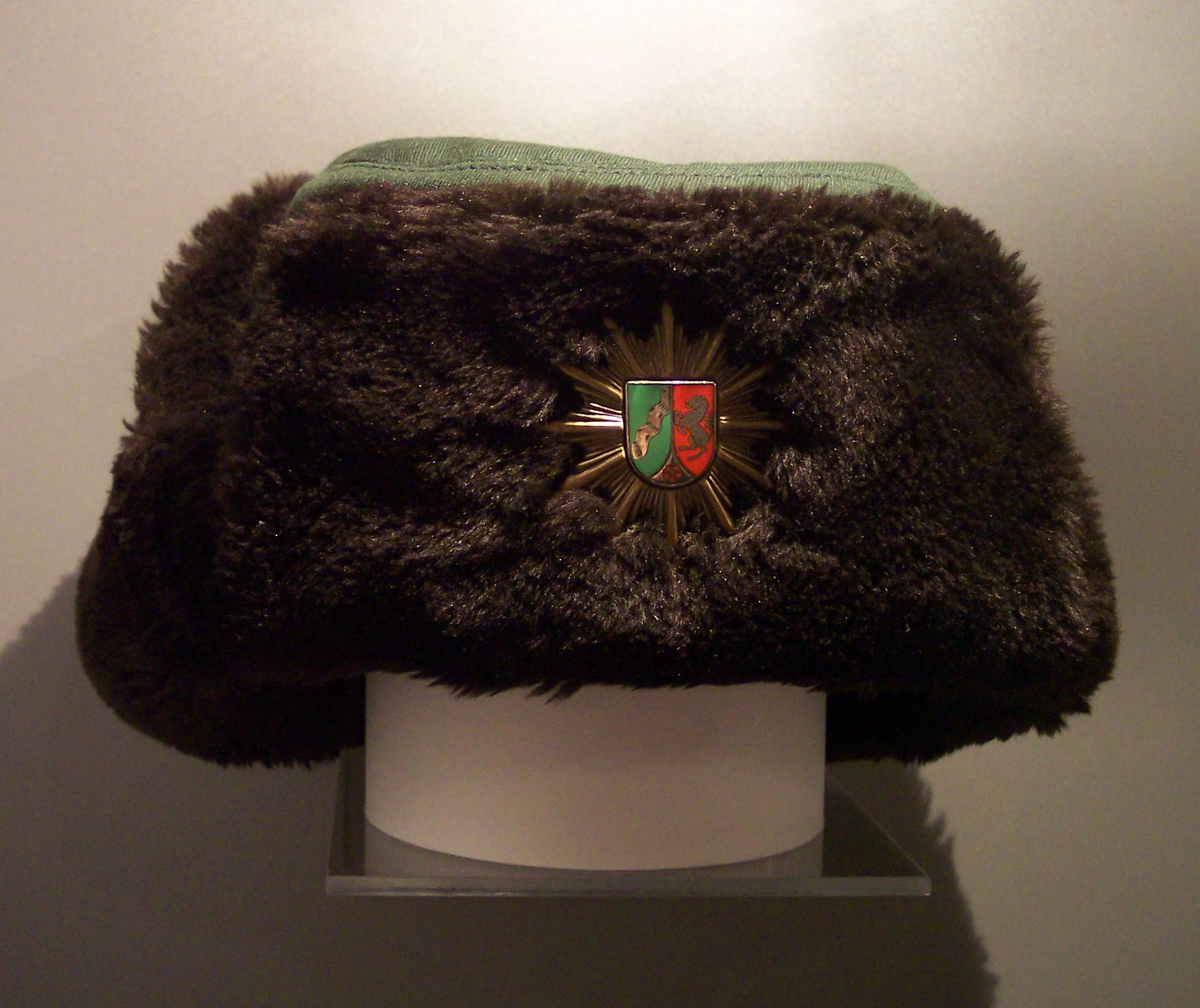